# Amphiura tritonis
Amphiura tritonis is een slangster uit de familie Amphiuridae.
De wetenschappelijke naam van de soort werd in 1884 gepubliceerd door Hoyle.